# Blechnum microbasis
Blechnum microbasis är en kambräkenväxtart som först beskrevs av Bak., och fick sitt nu gällande namn av Carl Frederik Albert Christensen. Blechnum microbasis ingår i släktet Blechnum och familjen Blechnaceae. Utöver nominatformen finns också underarten B. m. biforme.